# 小行星1626
小行星1626（1626 Sadeya）是一颗围绕太阳公转的小行星。1927年1月10日，朱賽普·科馬斯·索拉在巴塞罗那发现了此天体。
該小行星以西班牙和美洲天文學會（Sociedad Astronómica de España y America）的縮寫命名。
这颗小行星的绝对星等为148.9152039323917等。